# シボレー・ブレイザー4×4
シボレー・ブレイザー4×4は、田宮模型（現・タミヤ）が生産していた1/10スケールの電動ラジコンデュアルパーパス・モデル。米国GMシボレーの「ブレイザー･ピックアップ4WDシングルキャブ」のバハ･レース参加車をモデル化している。発売は1984年。当時のキット価格は33000円。別称:ブレイジング・ブレイザー（Blazing Blazer' ' ）
- シャーシ構造はトヨタ ハイラックス4×4と同様である。相違点はボディ、タイヤのみ。
- 当時としてはマニアックな車種の兄弟モデルで、同系統のハイラックス4×4に比すると人気はやや下火であった。

## メカニズム
- シャシ：金属製ラダーフレーム構造
- フロントサスペンション：ライブアクスル、リーフ・スプリング、オイルダンパー搭載
- リヤサスペンション：ライブアクスル、リーフ･スプリング、オイルダンパー搭載
- フロントタイヤ／ホイール：中空ラバー、パドルパターン･スタッド／3ピース組み立て式ホイール
- リアタイヤ／ホイール：中空ラバー、パドルパターン・スタッド／3ピース組み立て式ホイール
- 駆動方式：セミ・パートタイム、シャフト駆動4WD
- 変速装置：常時噛合3段変速、セレクタースリーブ式
- モーター：付属マブチ製550Sをシャーシ前部に搭載
- デファレンシャルギア：前後とも無し、常時直結、前輪ハブ部にワンウェイクラッチを内蔵
- 搭載バッテリー（別売り）：田宮の専用6Vを横置きで積載
- ボディ：強化樹脂製セミモノコック構造
- 乾燥重量（コントロール装置、バッテリー除外時）：約4600g
- アンテナ：ピアノ線（スチール）1本
- 販売価格：33000円（当時）